# Identité juive
Cet article traite des critères actuellement utilisés par les Juifs pour définir leur propre identité juive, leur judéité. Pour les critères religieux et légaux par lesquels se définit socialement la judaïté des juifs pratiquant le judaïsme, voir l'article Qui est Juif ?
La judéité est « l'ensemble des critères qui constituent l’identité juive », elle-même considérée comme le résultat d’un processus plurimillénaire. Elle commence comme un fait ethnique, avec un peuple établi sur un territoire, caractérisé par ses coutumes et croyances, qui lui permettent de survivre à l’assimilation dans les nations des vainqueurs. Les migrations de ce peuple lorsqu’il a perdu sa souveraineté politique contribuent cependant à un foisonnement de coutumes et cultures influencées par l’environnement ; ces communautés dispersées continuent toutefois à présenter une cohérence idéologique et identitaire, axée sur l’observance des rites et croyances ancestraux ainsi que sur l’attente plus ou moins ardente de la restauration de la souveraineté nationale. Les Lumières et la modernité qu’elles annoncent font cependant éclater une nouvelle fois cette unité en une pluralité d’attitudes différentes par rapport à l’observance du judaïsme, la place des Juifs au sein des nations et vis-à-vis d’eux-mêmes. À ces différentes catégories d’identité qui relèvent en même temps qu’elles transcendent le fait religieux, national, culturel, ethnique ou politique, s’ajoute le regard des non-Juifs sur les Juifs, contribuant lui aussi à leur identité juive.

## Historique de l’identité juive
Le peuple juif se fonde dans l’Antiquité sur la Torah, une charte à la fois doctrinale et rituelle qui regroupe aussi ce que d’aucuns considèrent comme leur histoire et d’autres leurs mythes. La Torah avance que les Juifs ont pour divinité tutélaire l’entité qui a créé le monde, peut à volonté le détruire et s’est choisi une lignée fondée par Abraham pour faire entendre au monde sa voix. Afin de se faire connaître du monde, l’entité a fait sortir le peuple d’Israël d’Égypte au terme de nombreux prodiges surnaturels. Afin de faire connaître sa voie au peuple d’Israël, l’entité qui les a fait sortir d’Égypte se révèle directement à eux pour leur donner la Torah qui comprend aussi des régulations pour ceux des Israélites qui, par leurs agissements, sont appelés à être retranchés du peuple d’Israël. Elle pourvoit aussi les conditions pour intégrer ce peuple lorsqu’on n’en provient pas par naissance.
La judéité se confond alors avec la judaïté, laquelle consiste en un ensemble d’observances quotidiennes des lois, coutumes et croyances du peuple juif ou l'adhésion à ce peuple et à sa judaïcité par le biais d'une conversion religieuse. Ce sont, pour longtemps, les seuls critères employés par les Juifs pratiquants pour se caractériser.
La Haskala, équivalent juif du mouvement des Lumières, étendit toutefois l'horizon intellectuel des Juifs au-delà de l'aspect fondamentalement religieux de leur judaïté, et bientôt le judaïsme ne fut plus que l'une des manières de définir leur judéité en concurrence avec la culture au sens large, le sentiment d'appartenance à un groupe social, ou encore l'idéologie politique. Selon Daniel Boyarin, la « judéité perturbe toutes les catégories d'identité, car elle n'est ni nationale, ni généalogique, ni religieuse, mais toutes celles-là à la fois, en tension dialectique ». Ces critères de judéité devinrent également ceux de personnes non reconnues comme juives par les critères religieux et légaux d'appartenance à la judaïcité, mais qui se considèrent néanmoins comme membres authentiques du peuple des Juifs.
Selon le philosophe amstellodamois Ido Abram (né en 1940), l'identité juive se mesurerait actuellement à l'aune de cinq critères, à savoir :
1. la religion, la culture, et la tradition,
2. le lien avec le sionisme et Israël,
3. la gestion de l'antisémitisme, incluant les questions de persécution et de survie,
4. le vécu personnel,
5. les relations aux gens et à la culture non-juive[4],[5].

L'importance relative de ces facteurs peut varier énormément selon l'endroit. Un Juif néerlandais pourrait définir sa judéité comme « Juif/Juive de naissance », tandis qu'un Juif de Roumanie, où l'antisémitisme est davantage présent, pourrait dire, « Je considère toute forme de déni comme une preuve de couardise ».

## «Demi-Juif»
Le terme « demi-Juif » est d'usage récent et controversé pour décrire les personnes dont seul le père est un Juif. Il a ses antécédents dans les statuts de la pureté du sang, qui entendent réguler la position sociale d’individus d’ascendance juive ou eux-mêmes nouveaux chrétiens. Cependant, si le mariage mixte a toujours été un moyen d’insertion sociale, il dénote à cette époque d’une volonté de rompre avec la communauté juive alors que ce n’est plus le cas à dater de 1870. Le statut était inexistant au regard de la Halakha, qui dispose que la mère transmet le judaisme, parce qu'on n'est sûr que de la mère et qu'on veut éviter aux femmes violées, nombreuses dans les temps de guerre et de persécutions, l'horreur de donner naissance à un non-juif. Les nazis, visant à l’exclusion complète des Juifs, ont promulgué les lois de Nuremberg qui définirent comme Halbjuden les personnes nées d’un seul parent juif et se rattachant à la communauté juive tandis que ceux qui s’en distanciaient étaient catalogués comme « métis de Juifs ». Ils furent soumis jusqu’en 1942 à la même panoplie de discriminations que les Juifs quoiqu'à un degré légèrement moindre. Après la conférence de Wannsee, ils leur sont assimilés et sont donc déportés et assassinés. La loi du retour de l'Etat d'Israël, par sa révision de 1970, a élargi le droit à l'acquisition du statut d'immigrant à toute personne ayant au moins un Juif au sens religieux dans ses grands-parents et à son conjoint.
Beaucoup de Juifs rejettent de ce fait la dénomination « demi-Juif », tandis que d'autres l'utilisent pour suggérer que la judéité est une identité plus ethno-culturelle que religieuse. Au terme « demi-juif », certains comme Catherine Grandsart et Thierry Levy-Tadjine préfèrent celui de « juif d'un côté » pour affirmer de fait, qu'ils ont des origines ethniques juives sans nécessairement partager la foi du peuple juif.
Les personnes issues d'un mariage mixte peuvent, ou non, s'identifier comme pleinement juives, qu'elles adoptent ou non le judaïsme comme religion. Aux États-Unis, leur nombre serait comparable à celui des personnes issues de deux parents juifs. Le « demi-Juif » commence à se constituer en identité indépendante, avec ses propres caractéristiques de tolérance et d'adaptation, mais peut-être aussi un sens de détachement, d'indifférence spirituelle, ou d'identité mal définie,,.